# Okay (稻葉浩志單曲)
〈Okay〉是日本音樂組合B'z的主唱稻葉浩志的歌曲。於2010年6月23日作為第4張單曲由VERMILLION RECORDS發行。

## 概要
本作是自前作「Wonderland」以來睽違約6年的單曲。
於初回限定盤中，附屬了收錄在美國新墨西哥州白沙國家公園進行拍攝的「Okay」PV的DVD。初回限定盤、通常盤的唱片封面寫真是相同的，但唱片盒的製作不同。
是首張無商業搭配的單曲。
本作獲得Oricon週榜第1位，並達成了作為男性SOLO藝人首個1990年代、2000年代、2010年代的「3年代連續獲得單曲冠軍」紀錄。

## 收錄曲
1. (5:15)
關於本曲稻葉表示「雖然不是在描寫生命的無常，但仍涵蓋了那樣的事物，是以類似於時間的流逝為主題[原文 1]」[6]。
2. (4:34)
發售當初，是在本張單曲中唯一的演唱會未演奏曲，但僅在『Koshi Inaba LIVE 2014 ～en-ball～』的第9日演奏了。
3. （My未來）(2:51)
2007年提供給宇浦冴香的樂曲「マイミライ（日语：マイミライ）」的自我翻唱。歌詞做了些許變更。
根據稻葉表示，據說原曲在DEMO階段時即是此編曲[6]。並表示由於已是多少為人所知的歌曲了，因此或許亦可放入單曲的Coupling，以至於收錄進了本作[6]。
應Stevie Salas（英语：Stevie Salas）的要求，亦在『INABA / SALAS "CHUBBY GROOVE TOUR 2017"』上演奏了[7]。

### DVD（僅初回限定盤附屬）
-  MUSIC VIDEO

導演：須藤カンジ

## 製作人員
- 稻葉浩志：主唱、全曲作詞・作曲・編曲
- 寺地秀行（日语：寺地秀行）：全曲編曲
- Stevie Salas（英语：Stevie Salas）：吉他（#1.3）
- Rafael Moreira：吉他（#2）
- Shane Gaalaas（日语：シェーン・ガラース）：爵士鼓
- Jara Harris：貝斯（#1.3）
- Corey McCormick：貝斯（#2）
- 小野塚晃（日语：小野塚晃）：鋼琴（#2）

## 收錄專輯
- Hadou （#1）

## 腳註

### 出典
1. ↑  . ORICON NEWS. Oricon.   [2020-01-14]. （原始内容存档于2020-01-14）.
2. ↑  . ORICON NEWS (Oricon). 2010-06-29  [2021-02-23]. （原始内容存档于2021-01-22）.
3. ↑  . Billboard JAPAN. 阪神コンテンツリンク. 2010-07-05  [2020-06-07]. （原始内容存档于2020-06-09）.
4. ↑  . Billboard JAPAN. 阪神コンテンツリンク. 2010-07-05  [2020-06-07]. （原始内容存档于2020-06-09）.
5. ↑  . ORICON NEWS. Oricon. 2010  [2020-07-12]. （原始内容存档于2019-12-20）.
6. 1 2 3 4   86. B'z Party. 2010-06.
7. ↑  . MUSE ON MUSE. 2017-03-30  [2017-04-29]. （原始内容存档于2019-01-21）.